# خوسيه لويس رودريغيز أغيلار
خوسيه لويس رودريغيز أغيلار (بالإسبانية: José Luis Rodríguez) هو دراج تشيلي، ولد في 1 يونيو 1994 في تشيلي.

## وصلات خارجية
- خوسيه لويس رودريغيز أغيلار على موقع الاتحاد الدولي للدراجات (الإنجليزية)
- خوسيه لويس رودريغيز أغيلار على موقع أرشيف الدراجات (الإنجليزية)
- خوسيه لويس رودريغيز أغيلار على موقع إحصائيات الدراجات الإحترافية (الإنجليزية)
- خوسيه لويس رودريغيز أغيلار على موقع نسبة الدراجات (الإنجليزية)
- خوسيه لويس رودريغيز أغيلار على موقع أوليمبيديا (الإنجليزية)